# Montroty
Montroty és un municipi francès situat al departament del Sena Marítim i a la regió de Normandia. L'any 2007 tenia 257 habitants.

## Demografia

### Població
El 2007 la població de fet de Montroty era de 257 persones. Hi havia 104 famílies de les quals 24 eren unipersonals (12 homes vivint sols i 12 dones vivint soles), 24 parelles sense fills, 40 parelles amb fills i 16 famílies monoparentals amb fills.
La població ha evolucionat segons el següent gràfic:
Habitants censats

### Habitatges
El 2007 hi havia 122 habitatges, 101 eren l'habitatge principal de la família, 18 eren segones residències i 3 estaven desocupats. Tots els 121 habitatges eren cases. Dels 101 habitatges principals, 92 estaven ocupats pels seus propietaris, 8 estaven llogats i ocupats pels llogaters i 1 estava cedit a títol gratuït; 5 tenien dues cambres, 13 en tenien tres, 26 en tenien quatre i 57 en tenien cinc o més. 75 habitatges disposaven pel capbaix d'una plaça de pàrquing. A 47 habitatges hi havia un automòbil i a 44 n'hi havia dos o més.

### Piràmide de població
La piràmide de població per edats i sexe el 2009 era:
| Homes | Edats   | Dones |
| ----- | ------- | ----- |
| 0     | 95 o +  | 0     |
| 0     | 90 a 94 | 0     |
| 0     | 85 a 89 | 0     |
| 4     | 80 a 84 | 0     |
| 0     | 75 a 79 | 12    |
| 4     | 70 a 74 | 4     |
| 4     | 65 a 69 | 4     |
| 12    | 60 a 64 | 0     |
| 4     | 55 a 59 | 4     |
| 0     | 50 a 54 | 4     |
| 16    | 45 a 49 | 12    |
| 0     | 40 a 44 | 4     |
| 16    | 35 a 39 | 28    |
| 8     | 30 a 34 | 4     |
| 0     | 25 a 29 | 0     |
| 16    | 20 a 24 | 0     |
| 16    | 15 a 19 | 4     |
| 4     | 10 a 14 | 8     |
| 4     | 5 a 9   | 4     |
| 0     | 0 a 4   | 4     |

## Economia
El 2007 la població en edat de treballar era de 171 persones, 122 eren actives i 49 eren inactives. De les 122 persones actives 112 estaven ocupades (57 homes i 55 dones) i 10 estaven aturades (6 homes i 4 dones). De les 49 persones inactives 16 estaven jubilades, 25 estaven estudiant i 8 estaven classificades com a «altres inactius».

### Ingressos
El 2009 a Montroty hi havia 100 unitats fiscals que integraven 265,5 persones, la mediana anual d'ingressos fiscals per persona era de 19.165 €.

### Activitats econòmiques
Dels 9 establiments que hi havia el 2007, 1 era d'una empresa de fabricació de material elèctric, 1 d'una empresa de fabricació d'altres productes industrials, 3 d'empreses de construcció, 2 d'empreses d'informació i comunicació i 2 d'empreses de serveis.
Dels 3 establiments de servei als particulars que hi havia el 2009, 1 era un electricista i 2 empreses de construcció.
L'any 2000 a Montroty hi havia 6 explotacions agrícoles.

## Equipaments sanitaris i escolars
El 2009 hi havia una escola maternal integrada dins d'un grup escolar amb les comunes properes formant una escola dispersa.

## Poblacions més properes
El següent diagrama mostra les poblacions més properes.